# Episodi di Half & Half (seconda stagione)
La seconda stagione della serie televisiva Half & Half è stata trasmessa in anteprima negli Stati Uniti d'America dalla UPN tra il 15 settembre 2003 e il 17 maggio 2004.
| nº | Titolo originale                                     | Titolo italiano | Prima TV USA      | Prima TV Italia |
| -- | ---------------------------------------------------- | --------------- | ----------------- | --------------- |
| 1  | The Big Mis-Conception Episode (Part 1)              |                 | 15 settembre 2003 |                 |
| 2  | The Big Mis-Conception Episode (Part 2)              |                 | 22 settembre 2003 |                 |
| 3  | The Big Keep Your Eyes off My Prize Episode          |                 | 29 settembre 2003 |                 |
| 4  | The Big Birth-Quake Episode                          |                 | 6 ottobre 2003    |                 |
| 5  | The Big No-Substitutions Please Episode              |                 | 13 ottobre 2003   |                 |
| 6  | The Big Butting In Episode                           |                 | 20 ottobre 2003   |                 |
| 7  | The Big Foot in My Mouth Episode                     |                 | 3 novembre 2003   |                 |
| 8  | The Big Forbidden Fruit Episode                      |                 | 10 novembre 2003  |                 |
| 9  | The Big College Admission Episode                    |                 | 17 novembre 2003  |                 |
| 10 | The Big Bitter Shower Episode                        |                 | 24 novembre 2003  |                 |
| 11 | The Big How the Ex Stole Christmas Episode           |                 | 15 dicembre 2003  |                 |
| 12 | The Big Double Date With My Mate Episode             |                 | 12 gennaio 2004   |                 |
| 13 | The Big You're Not the Boss of Me Episode            |                 | 9 febbraio 2004   |                 |
| 14 | The Big Love Is Here and Now You're Gone Episode     |                 | 16 febbraio 2004  |                 |
| 15 | The Big I Haven't the Vegas Idea Episode             |                 | 23 febbraio 2004  |                 |
| 16 | The Big Labor of Love Episode                        |                 | 1º marzo 2004     |                 |
| 17 | The Big Type Cast Episode                            |                 | 29 marzo 2004     |                 |
| 18 | The Big Good Help Is Hard to Fire Episode            |                 | 29 marzo 2004     |                 |
| 19 | The Big Practice What You Preach Episode             |                 | 12 aprile 2004    |                 |
| 20 | The Big Employee Benefits Episode                    |                 | 26 aprile 2004    |                 |
| 21 | The Big Mother of a Mother's Day Rides Again Episode |                 | 3 maggio 2004     |                 |
| 22 | The Big Fetish What You Started Episode              |                 | 10 maggio 2004    |                 |
| 23 | The Big Rules of Engagement Episode                  |                 | 17 maggio 2004    |                 |
| 24 | The Big Lover, My Brother Episode                    |                 | 17 maggio 2004    |                 |